# Triady Döbereinera
Triady Döbereinera – rodzaj klasyfikacji pierwiastków chemicznych wprowadzony w 1829 roku przez Johanna Wolfganga Döbereinera. Triadą nazwał on dowolne trzy pierwiastki mające trzy kolejne masy atomowe (w czasach Döbereinera to były średnie masy molowe pierwiastków) o takiej własności, że masa środkowego z nich jest średnią arytmetyczną mas atomowych skrajnych.